# Evolution (Okui Maszami-album)
Az Evolution Okui Maszami tizenkettedik stúdióalbuma, mely 2006. október 4-én jelent meg az Evolution kiadó jóvoltából. Az album zenei stílusra nagyon hasonlít a még ebben az évben megjelent God Speed albumhoz, ezért sokan annak a folytatásának tartják. Viszont kicsivel jobban is szerepelt a japán heti lemezeladási listán, a 60. helyig jutott el.

## Dalok listája
1. Soldier (Love Battlefield) 4:21
2. Zero (G) 3:56
3. Iteza no cuki no koromo ni (射手座の月の衣に?) 4:23
4. Nidzsi (虹?) 3:43
5. Lunatic Summer 5:34
6. Kiba (Task) (牙 ～タスク～?) 4:09
7. Siranui (不知火?) 5:51
8. Wild Spice (Trance Mix) 6:07
9. Otomegokoro mugen (乙女心無限?) 4:37
10. Soul Mate 5:11

## Albumból készült kislemezek
- Zero (G) (2006. május 10.)
- Wild Spice (2006. augusztus 9.)